# Leeds United Football Club
Il Leeds United Football Club o Leeds United è un club calcistico inglese di Leeds, nato nel 1919 dopo lo scioglimento di un preesistente club cittadino, il Leeds City. Milita in Premier League, la massima serie del campionato inglese di calcio Disputa le partite casalinghe nell'impianto di proprietà, Elland Road, capace di 37890 posti a sedere. 
Nel suo palmarès figurano tre campionati inglesi (1968-1969, 1973-1974 e 1991-1992), una Coppa d'Inghilterra (1971-1972), una Coppa di Lega inglese (1967-1968), due Supercoppe d'Inghilterra (1969 e 1992) e due Coppe delle Fiere (1967-1968 e 1970-1971). Tra gli anni sessanta e settanta del XX secolo il Leeds, guidato dall'allenatore Don Revie, si impose come una delle migliori squadre europee dell'epoca, giungendo in finale di Coppa delle Coppe (1972-1973) e Coppa dei Campioni (1974-1975), oltre ad aver disputato un'altra finale di Coppa delle Fiere (nel 1966-1967).
Il colore sociale del club è il bianco con bordi gialli e blu; il soprannome dei calciatori e dei tifosi è Whites (Bianchi).

## Storia

### Le origini

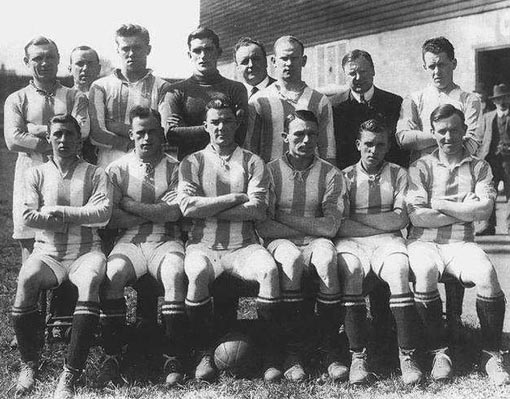
Il primo Leeds United, per la stagione 1920-1921

Prima del Leeds United, la città inglese era rappresentata nei campionati nazionali da un'altra formazione, il Leeds City Football Club, nato nel 1904 e radiato dalla federazione calcistica inglese nel 1919 a causa di alcuni pagamenti illegali compiuti per l'acquisto di alcuni giocatori nel periodo della prima guerra mondiale.
Si decise dunque di formare un nuovo club che rappresentasse la città, il Leeds United, che iniziò a giocare nella Midland Football League, un campionato di seconda fascia inglese in cui spesso militavano le squadre giovanili delle formazioni della prima divisione: la neonata formazione prese proprio il posto vacante lasciato dalla formazione delle riserve del vecchio Leeds City.
Nel 1920, il Leeds venne riconosciuto dalla federazione calcistica inglese e poté così partecipare ai campionati nazionali. Nello stesso anno la squadra venne acquistata da Hilton Crowther, il presidente dell'Huddersfield Town.

### I primi anni

#### Gli anni di John Charles
La squadra partecipò alla Second Division fino al 1924, quando venne promossa in First Division. La sua permanenza durò solo due anni, fino al 1926-1927 quando, piazzandosi penultima in campionato, retrocesse nuovamente. Negli anni precedenti alla seconda guerra mondiale il Leeds finì due volte in seconda divisione e in entrambi i casi riuscì a riconquistare la massima serie l'anno successivo. Nel 1947, subito dopo la guerra, i Whites retrocedettero per la terza volta, nella stagione peggiore della loro storia.
Il Leeds rimase nella Second Division per ben nove stagioni fino al 1956, quando riuscì a centrare di nuovo la promozione in First Division, grazie al fondamentale apporto del campione gallese John Charles, che militò nella formazione inglese anche nella stagione successiva prima di essere ceduto alla Juventus per la cifra record di 65 000 sterline. La perdita di questo campione determinò un nuovo declino per la squadra, che incappò in una nuova retrocessione nel 1960.

### Gli anni settanta

#### L'era d'oro di Don Revie

Don Revie, allenatore degli Whites dal 1961 al 1974

Nel marzo del 1961, il club ingaggiò uno degli allenatori più importanti della sua storia: Don Revie. Alla sua prima stagione trovò non poche difficoltà, in quanto il club si trovava in una situazione finanziaria pessima. Alla fine della stagione 1961/62, il Leeds riuscì a salvarsi dalla retrocessione in Third Division solo nelle ultime giornate del campionato. Solamente due anni dopo nel 1964, Revie riuscì a riportare la squadra di nuovo nella massima serie del campionato inglese. Dal 1965 al 1974, il Leeds di Revie non terminò mai una stagione al di sotto delle prime quattro posizioni inanellando una serie di successi che portarono il club sul tetto d'Inghilterra e d'Europa.
I Whites in questo periodo d'oro vinsero due campionati nel 1969 e nel 1974, la FA Cup nel 1972 e la League Cup nel 1968. Negli stessi anni la squadra riuscì a trovare anche una conferma del suo buon momento a livello continentale aggiudicandosi per ben due volte la Coppa delle Fiere, nel 1968 (in quella stagione fu il primo club inglese a centrare un double comprendente un trofeo nazionale (la Coppa di Lega) ed uno europeo (la Coppa delle Fiere stessa) e nell'ultima edizione del trofeo del 1971; il 22 settembre dello stesso anno gli inglesi disputarono la finale che la UEFA organizzò per l'assegnazione definitiva del trofeo originale, contro il Barcellona, formazione che era riuscita ad aggiudicarsi la coppa per più volte. Il Leeds non riuscì ad avere la meglio sui catalani che si aggiudicarono il trofeo vincendo l'incontro per 2-1.
In questi anni il Leeds arrivò per ben cinque volte secondo in classifica; raggiunse inoltre diverse finali senza vincere il trofeo, in FA Cup (nel 1965, nel 1970 e nel 1973), nella Coppa delle Fiere del 1967 e nella Coppa delle Coppe del 1973, quest'ultimo perso in maniera molto controversa. L'ultima stagione alla guida dei Whites di Revie fu nel 1974, quando il Leeds vinse il suo secondo campionato, l'anno successivo l'allenatore passò alla nazionale inglese che aveva appena fallito l'accesso ai mondiali.

#### Il dopo Revie e la finale della Coppa dei Campioni

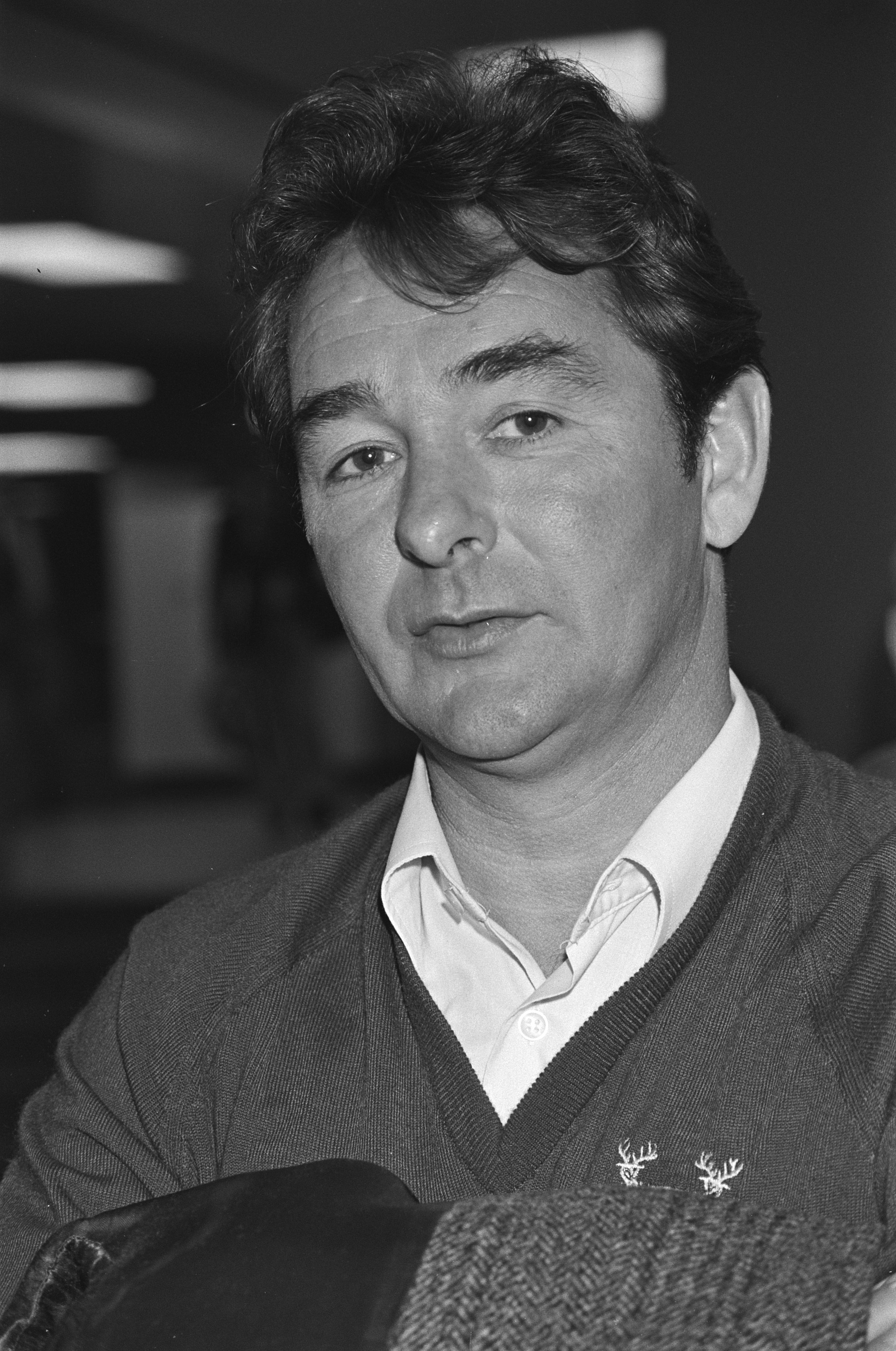
Brian Clough, allenatore del Leeds per soli 44 giorni

Il 20 luglio 1974 Brian Clough, che aveva lasciato il Brighton & Hove Albion dopo solo otto mesi, prese il posto di Don Revie sulla panchina del Leeds che fu chiamato ad allenare l'Inghilterra. Il suo arrivo fu aspramente criticato dai tifosi che erano ormai legati da anni all'impostazione tattica del vecchio allenatore. Sotto la gestione Clough, la squadra non riuscì mai a decollare, fornendo prestazioni di basso livello. Nel romanzo biografico Il maledetto United, l'autore David Peace descrive Don Revie e Brian Clough come acerrimi rivali. Costantemente accusato di scarso fair play da Brian Clough e da molti altri personaggi di spicco dell'Inghilterra degli anni settanta, Don Revie fu rimpianto dai giocatori del Leeds, che accusavano Brian Clough di aver sempre detestato la loro squadra e di cercare di farla retrocedere, con allenamenti mediocri e schierando i giocatori peggiori. I principali promotori dell'ammutinamento furono Joe Jordan e Gordon McQueen. Brian Clough non trovò un'intesa con l'ambiente e infine, dopo quarantaquattro giorni di insuccessi, venne esonerato. Come da clausola contrattuale per la rescissione, ottenne dal Leeds una buonuscita di 25.000 sterline, il saldo delle tasse sulla propria casa e una Mercedes. Al suo posto venne ingaggiato Jimmy Armfield, ex capitano della nazionale.
Con l'arrivo del nuovo allenatore la squadra cominciò a decollare, soprattutto in Coppa dei Campioni, dove il Leeds arrivò trionfalmente alla finale il 28 maggio 1975 al Parco dei Principi di Parigi contro il Bayern Monaco: la partita, però, terminò per 2-0 a favore della formazione tedesca in circostanze abbastanza polemiche. Gli incidenti causati dai sostenitori di entrambe le squadre portarono l'UEFA a vietare al Leeds di disputare incontri di qualsiasi competizione gestita dalla confederazione per quattro stagioni sino al 1980, che furono successivamente ridotte a due, segnando comunque la fine del ciclo continentale dei Peacocks iniziato alla fine degli anni 1960.

#### Il lento declino
Dopo cinque anni di stagioni mediocri, la dirigenza desiderosa di nuovi successi decise di esonerare Armfield e di ingaggiare Jock Stein che dopo poco più di un mese abbandonò l'incarico per allenare la Nazionale scozzese. Jimmy Adamson prese il suo posto sulla panchina ma il suo apporto non riuscì a fermare il declino iniziato dopo la finale della Coppa Campioni.

### Gli anni ottanta

#### Un nuovo periodo difficile

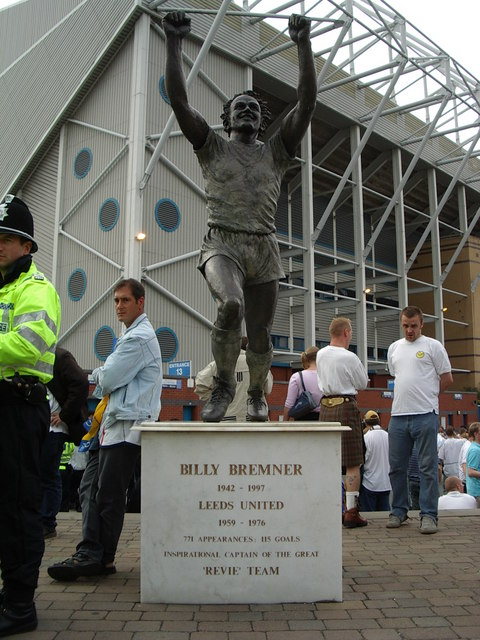
La statua del capitano Billy Bremner, fuori dall'Elland Road

Nel 1980, Adamson fu sostituito dalla vecchia stella della nazionale e del Leeds Allan Clarke. Nonostante la campagna acquisti dispendiosa compiuta dalla dirigenza la squadra nella stagione 1981-82 retrocesse di nuovo dopo molti anni in Seconda Divisione. Clarke venne così sostituito da Eddie Gray
Con poche risorse economiche a disposizione, Gray cercò di sfruttare le giovani promesse provenienti dalla primavera del Leeds, questa politica non pagò l'allenatore che non riuscì a centrare l'obiettivo promozione, venne così esonerato nel 1985. Il nuovo tecnico, Billy Bremner, riuscì a portare due anni dopo la squadra ai play-off per la promozione dove i Whites vennero sconfitti per 3-2 dal Charlton Athletic dopo i tempi supplementari.

#### Il ritorno in First Division
Nell'ottobre del 1988 con la squadra inchiodata sulla ventunesima posizione in classifica, Bremner venne esonerato e al suo posto arrivò Howard Wilkinson, che riportò il Leeds dopo otto anni nella First Division l'anno successivo nel 1989-90. La chiave dell'immediato successo, furono gli acquisti chiave effettuati il primo anno di Wilkinson come: Gordon Strachan forte mediano dal Manchester United, Vinnie Jones, Mel Sterland, Lee Chapman e Chris Fairclough. Questi importanti rinforzi si aggiunsero a una squadra ricca di talenti cresciuti nel vivaio su tutti David Batty e Gary Speed.

### Gli anni novanta

#### La rinascita

David Batty, cresciuto in maglia Whites e protagonista dapprima nel ritorno in Prima Divisione (1990), poi nella vittoria del campionato (1992) e in seguito anche della squadra che raggiunse la semifinale di Champions League (2001)

Wilkinson continuò la sua opera di consolidamento della squadra, scartò giocatori per lui poco adatti al livello della Prima Divisione, e ne acquistò altri di livello superiore come ad esempio il portiere John Lukic, uno degli acquisti più costosi della storia dei Whites, il difensore Chris Whyte e il centrocampista scozzese Gary McAllister. Alla prima stagione dopo il ritorno nella massima serie il Leeds finì al quarto posto, l'ottima annata spinse la società ad accontentare Wilkinson e per la stagione successiva vennero acquistati il difensore Tony Dorigo, il centrocampista Steve Hodge e a gennaio 1992 il talentuoso attaccante francese Éric Cantona, che insieme a Lee Chapman e Rod Wallace formò un formidabile attacco. Grazie a questi importanti innesti la squadra riuscì a vincere il terzo titolo della sua storia nel 1992 e nello stesso anno la Charity Shield, la Supercoppa inglese, battendo il Liverpool per 4-3 con una tripletta di Cantona.
Nel novembre 1992 dopo essere stati eliminati agli ottavi della UEFA Champions League 1992-1993 dai Glasgow Rangers, e a seguito di dissidi con l'allenatore Wilkinson, Éric Cantona venne venduto agli odiati rivali del Manchester United per solo 1 milione di sterline.

#### La nuova crisi
Dopo la cessione di Cantona, la prima stagione del Leeds nella neonata Premier League si concluse al diciassettesimo posto, a tre piazzamenti dalla zona retrocessione. La squadra di Wilkinson si classificò quinta in classifica nella stagione 1993-1994 e in quella 1994-1995, riuscendo solo a raggiungere la finale della Coppa di Lega 1995-1996, poi persa contro l'Aston Villa.

#### La ripresa

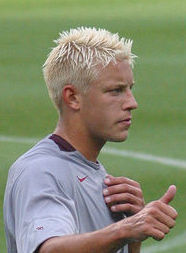
Alan Smith, dal 1998 al 2004 al Leeds, vanta 172 presenze e 38 gol

George Graham sostituì Wilkinson sulla panchina; il suo arrivo fu causa di diverse controversie da parte della stampa e dei tifosi. Graham alle spalle aveva subìto una lunga squalifica da parte della Federazione, per via di alcuni pagamenti illegali versati ad alcuni agenti di giocatori.
Il nuovo allenatore mise a segno alcuni astuti acquisti tra cui Jimmy Floyd Hasselbaink dal Boavista, che terminò la sua prima stagione con 16 reti realizzate, e con un giovane australiano Harry Kewell proveniente dal settore giovanile che si affermerà velocemente come uno dei più promettenti talenti nel panorama calcistico, e grazie ai quali il Leeds riuscì a qualificarsi per la Coppa UEFA 1998-1999. Nell'ottobre del 1998, Graham lasciò i Whites e al suo posto venne ingaggiato David O'Leary come direttore tecnico, al suo fianco come allenatore c'era Eddie Gray, concludendo la stagione al quarto posto anche grazie ai 18 gol realizzati da Jimmy Floyd Hasselbaink, capocannoniere della Premier League 1998-1999, che però verrà ceduto al termine della stagione all'Atletico Madrid per 12 milioni di sterline. Grazie a questa coppia il Leeds, introdusse moltissimi giovani talenti nel mondo del calcio inglese come il difensore Jonathan Woodgate, il trequartista Alan Smith e il centrocampista Stephen McPhail, il loro talento contribuì a portare la squadra alle semifinali della Coppa UEFA 1999-2000 e al terzo posto in classifica, grazie al quale il Leeds ottenne l'accesso per la UEFA Champions League 2000-2001, con Michael Bridges acquistato in estate che concluderà la sua prima stagione con 19 reti realizzate, ma che non riuscirà a ripetersi in seguito a causa di gravi infortuni nei quattro anni successivi.
Insieme a Michael Jones, Smith è primatista di reti (14) con Leeds nelle competizioni calcistiche europee. Nella semifinale di andata della Coppa UEFA, gli inglesi si trovarono di fronte ai turchi del Galatasaray. Disgraziatamente prima dell'inizio di quella partita persero la vita due tifosi del Leeds, Christopher Loftus e Kevin Speight, vittima della violenza di alcune frange di tifo estreme della squadra turca. Nella partita di ritorno venne osservato un minuto di silenzio, che da allora viene ripetuto ogni volta che il Leeds gioca un incontro in prossimità della data della tragedia, il 9 aprile 2000.

### Gli anni duemila: le difficoltà economiche e la lenta risalita
Nel gennaio del 2000 l'immagine del Leeds venne sporcata da un incidente in cui due giocatori, Jonathan Woodgate e Lee Bowyer aggredirono uno studente indiano nel centro della città.
Nell'estate del 2000 il club investì pesantemente per rafforzare la squadra acquistando l'attaccante australiano Mark Viduka dal Celtic Glasgow, Olivier Dacourt dal Lens e soprattutto a novembre Rio Ferdinand acquistato dal West Ham per la cifra record per un difensore di 18 milione di sterline, a cui si aggiungerà poi a gennaio l'attaccante Robbie Keane proveniente dall'Inter.
Nella stagione 2000-2001 O'Leary condusse il Leeds alle semifinali della UEFA Champions League, contro il Valencia di Héctor Cúper. Nella prima partita pareggiò all'Elland Road per 0-0, nella partita di ritorno venne sconfitta pesantemente a Valencia per 3-0. In campionato il Leeds chiuse al quarto posto ad un punto dal Liverpool terzo e a due punti dall'Arsenal secondo, mancando la qualificazione alla Champions League dell'anno seguente.

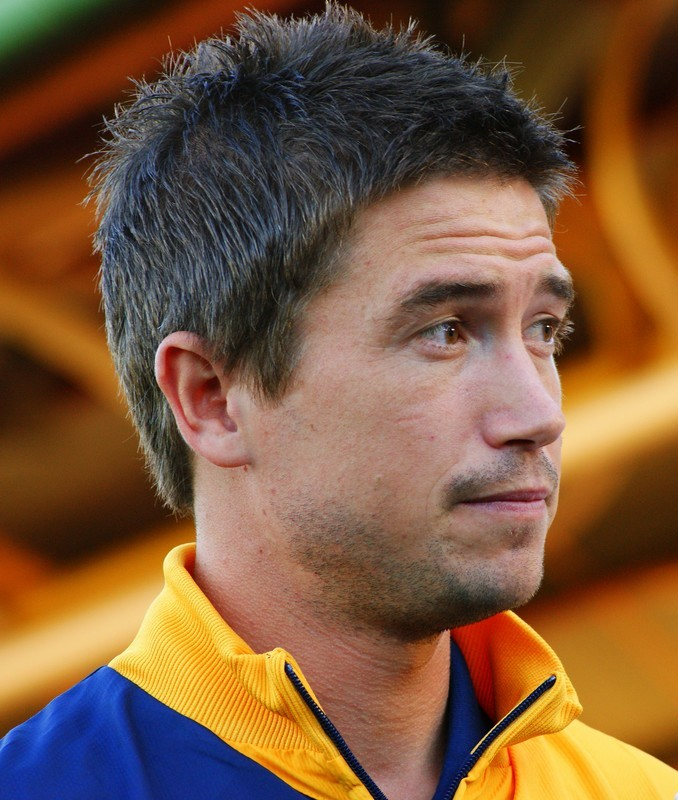
L'australiano Harry Kewell al Leeds dal 1995 al 2003, con 45 gol segnati è secondo solo al connazionale Mark Viduka (59 reti) come giocatore più prolifico nella storia del club in Premier League

La stagione 2001-2002, nonostante l'acquisto di Robbie Fowler dal Liverpool a gennaio che segnò 12 reti in pochi mesi, vide il Leeds chiudere in quinta posizione fuori dai primi quattro posti che garantivano la qualificazione alla Champions League, mentre in Coppa Uefa la squadra si fermò agli ottavi di finale perdendo contro il PSV Eindhoven.
Peter Ridsdale, presidente del club, aveva deciso di chiedere numerosi prestiti da utilizzare nella campagna acquisti, con la prospettiva di recuperare i liquidi con i diritti TV e i premi per la qualificazione in Champions League. Il mancato raggiungimento della zona che permetteva l'accesso alla massima competizione continentale anche per le stagioni successive mandò a monte i piani del presidente e il club non riuscì a ottenere abbastanza denaro per poter colmare i debiti.
La crisi finanziaria costrinse la dirigenza a vendere alcuni dei giocatori più rappresentativi, come Rio Ferdinand, venduto al Manchester United per 30 milioni di sterline. O'Leary, in contrasto con il presidente, nel 2002 si dimise dall'incarico e fu sostituito da Terry Venables. Con il nuovo allenatore la squadra non riuscì a raggiungere una buona intesa, mentre altri giocatori quali Robbie Keane, la bandiera Jonathan Woodgate e Lee Bowyer furono ceduti rispettivamente al Tottenham nell'estate del 2002, al Newcastle e al West Ham nel gennaio 2003, mentre Robbie Fowler venne ceduto nella sessione invernale del 2003 al Manchester City. Alla fine della stagione 2002-2003 Venables venne sostituito da Peter Reid, che traghettò la squadra fino alla fine del campionato riuscendo a ottenere una clamorosa salvezza, alla penultima giornata spinto dai 20 gol segnati da Mark Viduka e dai 14 di Harry Kewell. Al termine della stagione vennero ceduti anche Kewell al Liverpool e Olivier Dacourt alla Roma, inoltre Ridsdale tentò di risanare la gravosa situazione economica ridisegnando i quadri societari e affidandosi a un esperto di economia, il professor John McKenzie dell'Università di Leeds. La pessima partenza della stagione 2003-2004 costrinse il club a un nuovo cambio di panchina, che venne affidata di nuovo a Eddie Gray, mentre nello stesso anno vi fu un cambio alla presidenza, dove si insediò Gerald Krasner. Quella stagione vide una nuova retrocessione dopo quattordici anni per il Leeds, che si piazzò al penultimo posto della classifica.

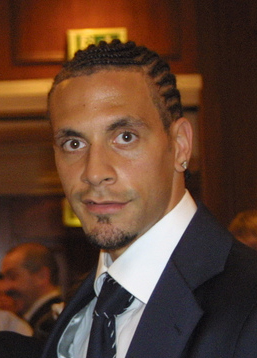
Rio Ferdinand, dal 2000 al 2002 al Leeds

Per il 2004-2005 Gray lasciò la panchina a Kevin Blackwell. Molti dei giocatori dopo la retrocessione si svincolarono a parametro zero dal club e altri vennero venduti come Alan Smith al Manchester United, Mark Viduka al Middlesbrough  e un giovane James Milner al Newcastle; anche se ciò portò a un miglioramento dei bilanci, la situazione finanziaria rimase comunque grave. Il Leeds fu costretto a vendere i beni immobili societari e la proprietà dell'Elland Road, il proprio stadio, per 4,2 milioni di sterline nell'autunno del 2004.
Un miglioramento sostanziale dei conti vi fu solamente il 21 gennaio 2005, quando Krasner annunciò la vendita del 50% del pacchetto societario a Ken Bates per 10 milioni di sterline. Backwell riuscì a dare un certo spessore all'organico grazie all'arrivo di molti giocatori svincolati e acquistati a basso costo, raggiungendo la metà della classifica. Nel 2005-2006 il Leeds concluse il campionato di seconda divisione tra le prime sei squadre della graduatoria, raggiungendo i play-off per la promozione, da cui uscì sconfitto nello scontro con il Watford.
Nella stagione 2006-2007 il Leeds, fra le maggiori candidate per la promozione, iniziò l'annata in malo modo, con l'esonero di Kevin Blackwell e la sua sostituzione con Dennis Wise, e la proseguì peggio, precipitando nelle zone basse alla classifica. A tale situazione, con la squadra terzultima in graduatoria, si aggiunsero ulteriori problemi societari che fecero entrare la società in uno stato di amministrazione controllata: in base alle norme inglesi, ciò comportò una penalizzazione di dieci punti, che condannò un già virtualmente retrocesso Leeds United all'ultima piazza e alla conseguente discesa aritmetica nella Football League One, la terza serie nazionale. Fu toccato il punto più basso nella storia centenaria della squadra britannica, la quale non era mai retrocessa nel terzo livello del calcio inglese.
La stagione 2007-2008 iniziò con una penalizzazione di 15 punti in classifica, ma la squadra riuscì a qualificarsi ai play-off, senza però superarli (sconfitta per 1-0 dal Doncaster).
La stagione seguente iniziò con una serie di vittorie, tanto che il Leeds si trovò nelle parti alte della classifica e si accreditò tra le squadre favorite per la promozione. Ciononostante, non andò oltre un piazzamento in zona play-off, che la videro ancora una volta sconfitta, questa volta dal Millwall.
Nella stagione 2009-2010 il secondo posto in League One, ottenuto battendo all'ultima giornata di campionato il Bristol Rovers per 2-1, valse al Leeds la promozione diretta in Championship.

### Gli anni duemiladieci
Nella stagione successiva il club disputò quindi il Championship, la seconda divisione inglese, che chiuse al settimo posto con 72 punti, a soli tre punti dalla zona play-off. Più negativa fu la stagione 2011-2012, chiusa in quattordicesima posizione.
Il 21 novembre 2012 fu resa nota l'acquisizione del 100% delle quote del club da parte di una banca d'affari di Dubai, la GFH Capital. La squadra ottenne un altro mediocre piazzamento nel 2012-2013, chiudendo tredicesima. 

#### L'era Cellino

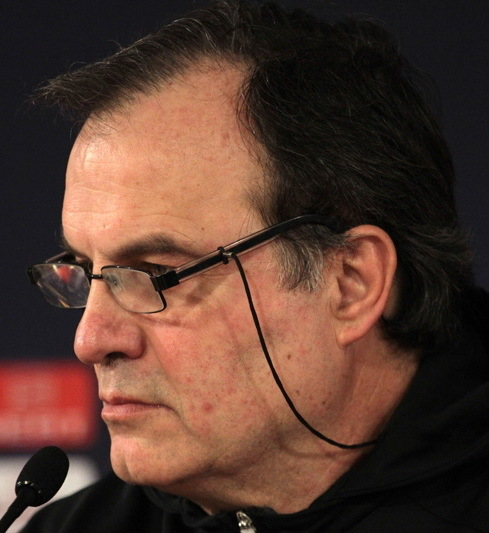
Marcelo Bielsa, l'allenatore che ha riportato il Leeds in Premier League dopo 16 anni

Il 1º febbraio 2014 la società GFH rende noto di aver ceduto il 75% delle azioni del Leeds United alla società Eleonora Sport Ltd, facente capo alla famiglia dell'imprenditore italiano Massimo Cellino. Cellino inizialmente licenzia l'allenatore McDermott, poi, dopo aver visto vincere la sua squadra per 5-1 nel derby sull'Huddersfield Town (tripletta di Ross McCormack), opta per riassumerlo. La stagione 2013-2014 vide la squadra terminare il campionato in quindicesima posizione.
A causa di una condanna in primo grado per evasione fiscale inflittagli in Italia, la Football League ha inizialmente opposto il proprio diritto di veto contro l'acquisto della squadra inglese (in Inghilterra la Federazione ha infatti la possibilità di impedire scalate societarie a soggetti dalla condotta morale dubbia); i legali di Cellino hanno però presentato ricorso, evidenziando il fatto che la giurisprudenza italiana ammette la presunzione d'innocenza sino all'ultimo grado di giudizio. Una Corte indipendente ha esaminato il ricorso, accogliendo la tesi difensiva e ordinando l'annullamento della decisione federale. Dopo alcune ore, la Football League ha riconosciuto la decisione della Corte; nel giro di alcuni giorni, quindi, l'acquisto del club viene definitivamente approvato.
Il miglior piazzamento di questo periodo fu il settimo posto ottenuto nella stagione 2016-2017.

#### L'era Radrizzani e il triennio in Premier League
Nel 2017 Cellino vende la società ad Andrea Radrizzani, che in vista del centenario del club attua investimenti importanti per riportare il Leeds in Premier League. Per raggiungere l'obiettivo, la dirigenza conferì al danese Thomas Christiansen l'incarico di allenatore della squadra. Un disastroso inizio di 2018 allontana la squadra dalla lotta per un posto nei play-off e costa la panchina a Christiansen, rimpiazzato da Paul Heckingbottom. Il piazzamento finale del club fu un anonimo tredicesimo posto.
Per la stagione 2018-2019 la guida tecnica dei Whites viene assegnata a Marcelo Bielsa, allenatore argentino affermato a livello internazionale. La stagione inizia con una serie di vittorie, tanto che il Leeds si trova nelle parti alte della classifica e si accredita tra le squadre favorite per la promozione, ma alla fine non va oltre il terzo posto, piazzamento valido per la qualificazione in zona play-off, in cui viene eliminato in semifinale dal Derby County (vittoria 0-1 nella gara d'andata in trasferta, sconfitta 2-4 nella gara di ritorno in casa).
L'agognata promozione in Premier League arriva l'anno seguente, alla penultima giornata della stagione 2019-2020, quando, beneficiando della sconfitta esterna del West Bromwich contro l'Huddersfield Town, la squadra di Bielsa si assicura il salto di categoria con due giornate di anticipo, interrompendo un periodo di sedici anni trascorso lontano dalla massima serie inglese. Il giorno successivo ottiene anche il titolo di campione, grazie alla sconfitta del Brentford sul campo dello Stoke City.
La prima stagione in Premier League dopo sedici anni è molto positiva per il Leeds: grazie anche a una buona campagna acquisti (con l'arrivo di Rodrigo dal Valencia) la squadra si stabilizza sin dall'inizio al centro della classifica, senza mai apparire a rischio retrocessione lottando, anzi, per le posizioni valide per la qualificazione alle coppe europee, per poi chiudere al nono posto. Decisamente più complicata la stagione 2021-2022, nella quale gli Whites evitano la retrocessione solo all'ultima giornata. La retrocessione in Championship giungerà al termine della stagione 2022-2023: nonostante un buon inizio di campionato, il Leeds chiude al penultimo posto, salutando la Premier League dopo tre stagioni.

#### Retrocessione e acquisizione della famiglia York
Il 9 giugno 2023 Andrea Radrizzani ha annunciato la vendita del club, acquistato dal medico dell'Ohio John York e da sua moglie Denise DeBartolo York, per un costo di 170 milioni di sterline, tramite la holding 49ers Enterprises. Radrizzani nel frattempo ha comprato la Sampdoria.

## Colori e simboli

### Colori

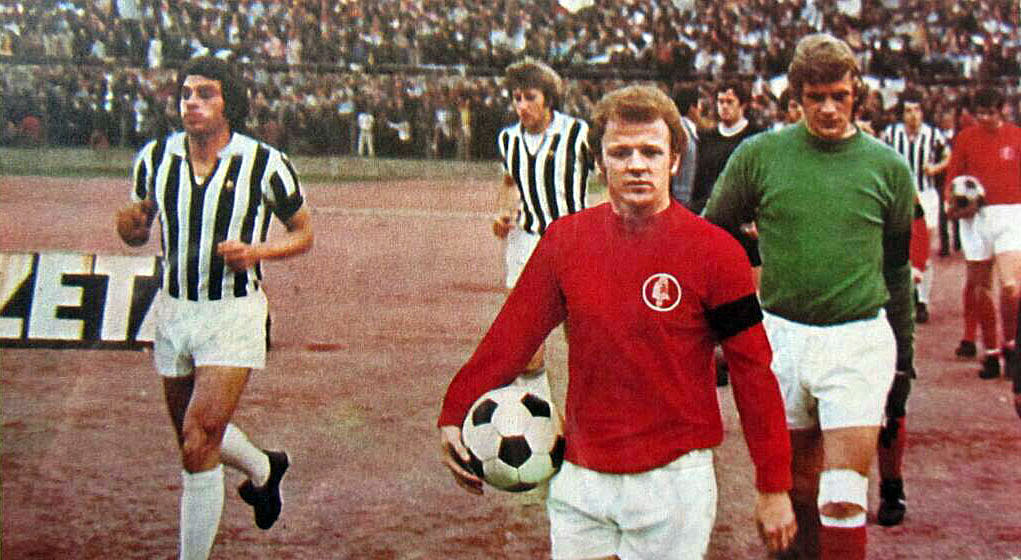
Bremner con l'insolita divisa da trasferta rossa sfoggiata in occasione della finale d'andata della Coppa delle Fiere 1970-1971

Per i primi quindici anni del club, il kit è stato modellato sul blu e bianco dell'Huddersfield Town a strisce verticali, con pantaloncini bianchi e calzettoni blu scuro. Nel 1934 il Leeds è passato alle maglie blu e gialle, pantaloncini bianchi e calzettoni blu con piani di colore giallo. Il kit è stato indossato per la prima volta il 22 settembre 1934; il club ha inoltre adottato il  primo emblema nel 1934, così come il precedente Leeds City. Nel 1950 il club passa a maglie gialle con maniche e colletti blu, pantaloncini bianchi e neri, e calzettoni blu e oro. Nel 1955 il Leeds cambia di nuovo: maglie blu con colletti d'oro, pantaloncini bianchi e calzettoni blu e giallo a cerchio, riecheggiando così l'originale Leeds City. Nel 1961, con Don Revie viene introdotta la maglia totalmente bianca, emulando così la squadra spagnola del Real Madrid.

### Simboli ufficiali
Lo stemma del Leeds United è presente sulle divise da gioco dal 1964. Alla fine degli anni '60 e primi anni '70 il Leeds ha utilizzato lo script LUFC che è presente tuttora sul logo, tuttavia questo è stato presentato in maniera diagonale piuttosto che verticale. Nel 1977 lo stemma è contornato dal giallo e dal blu, l'anno successivo era di nuovo giallo, ma racchiuso in un cerchio con le parole Leeds United AFC che lo circondavano. Nel 1978-79, un nuovo logo è stato adornato, che era simile a quello precedente ma aveva il disegno di un pavone. Nel 1984, un altro distintivo è stato introdotto, che dura fino al 1998, diventando così il più longevo dell'era moderna. La rosa e la palla distintivo era distintivo, nel tradizionale blu, oro e bianco, incorporando la Rosa Bianca di York, insieme al nome del club. Nella stagione 1998-1999, il logo attuale è stato adottato ufficialmente, con alcune modifiche di queste ultime, come la Rosa Bianca di York di colore blu, oro e di colore bianco, e la scritta LUFC in verticale lungo il centro.

### Inno
Nell'inno del Leeds sono inserite queste strofe in ricordo dello storico giocatore Billy Bremner:
For the sake of Leeds United he would break himself in two

His hair is red and fuzzy and his body's black and blue

Per il bene del Leeds United sarebbe capace di spezzarsi in due

I suoi capelli sono rossi e crespi e il suo corpo è nero e blu

E Leeds avanza.»
(Inno del Leeds United)

## Strutture

### Stadio

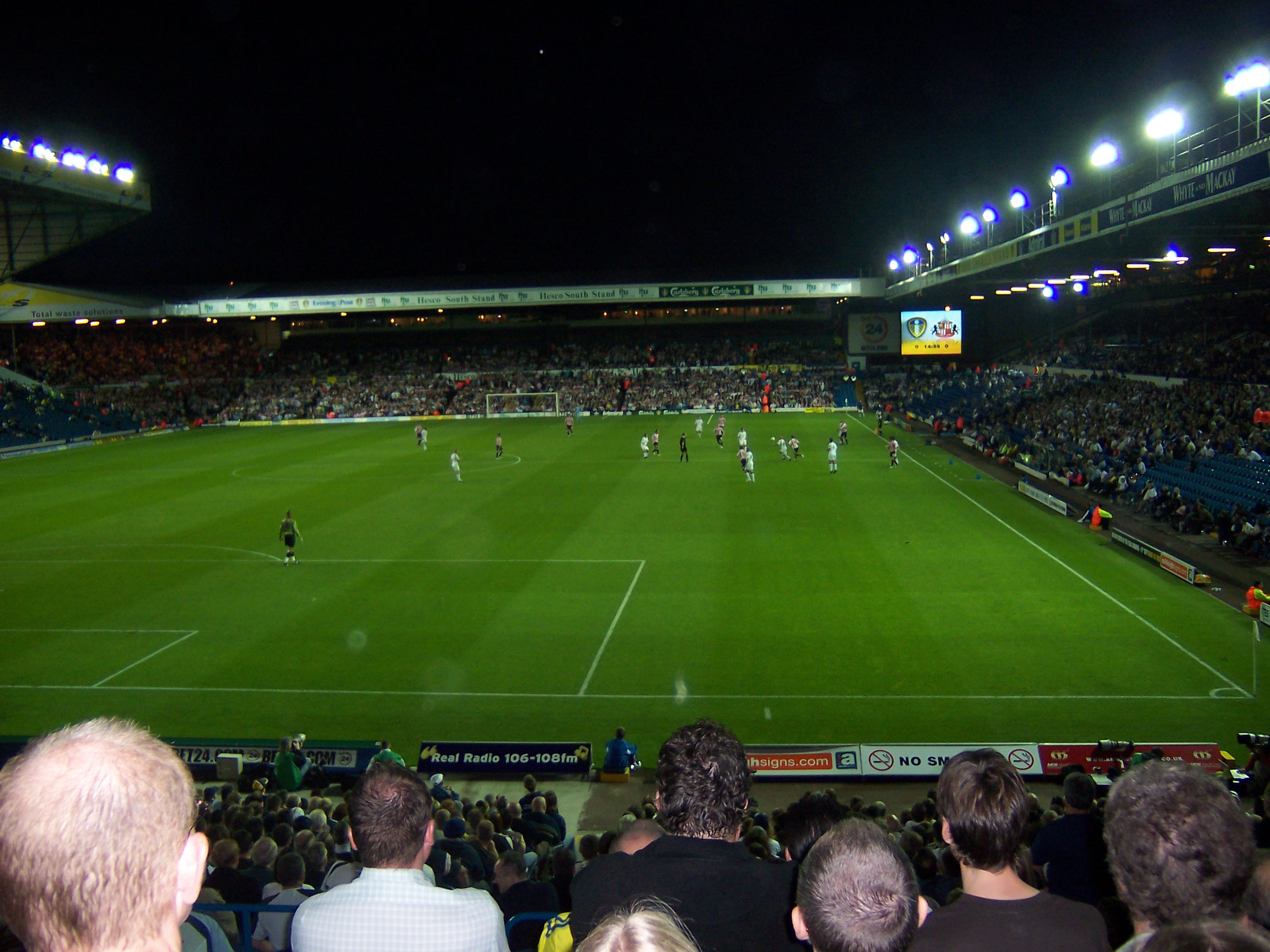
Panoramica di Elland Road

Il Leeds gioca le partite casalinghe a Elland Road (Old Peacock Ground). Costruito nel 1897 e ristrutturato nel 1994 ospita, dal 1919, le gare casalinghe degli Whites.
L'impianto sorge nel quartiere di Beeston ed è il più grande stadio dello Yorkshire e l'undicesimo per grandezza in Inghilterra. L'impianto dal 1919 ospita in modo permanente la squadra locale del Leeds United e per un breve periodo ospitò i loro predecessori: il Leeds City.
Ha una capienza di oltre 39.000 posti e il suo terreno di gioco ha dimensioni di 105 x 68 metri. Elland Road ha ospitato varie volte, come campo neutro, le semifinali di FA Cup ed è stato scelto come uno dei campi di gioco per il Campionato europeo di calcio 1996, disputatosi in Inghilterra.
Esternamente allo stadio, sono presenti le statue di due persone che hanno fatto la storia degli Whites: Billy Bremner, storico capitano (e in seguito anche allenatore) del Leeds per il quale ha militato per 17 anni, e Don Revie allenatore (tra gli altri proprio di Bremner) vittorioso a cavallo degli anni '60 e '70.

## Società

### Sponsor
| Sponsor tecnici del Leeds United - 1972-1973 - Umbro - 1973-1981 - Admiral - 1981-1992 - Umbro - 1992-1993 - Admiral - 1993-1996 - Asics - 1996-2000 - Puma - 2000-2003 - Nike - 2004-2005 - Diadora - 2005-2008 - Admiral - 2008-2015 - Macron - 2015-2020 - Kappa - 2020- Adidas | Sponsor ufficiali del Leeds United - 1972-1981 - assente - 1981-1983 - RFW - 1983-1984 - Systime - 1984-1985 - WKG - 1985-1986 - Lion Cabinets - 1986-1989 - Burton - 1989-1991 - Top Man - 1991-1992 - Evening Post - 1992-1993 - Admiral - 1993-1996 - Thistle Hotels - 1996-2000 - Packard Bell - 2000-2003 - Strongbow - 2003-2006 - Whyte & MacKay - 2006-2007 - Bet 24 - 2007-2008 - Red Kite - 2008-2011 - NetFlights.com - 2011-2015 - Enterprise Insurance - 2016-2020 - 32Red - 2020- SBOTOP |

## Nella cultura di massa
(Il maledetto United)
Il Leeds United è citato nel romanzo Il maledetto United, scritto nel 2006 da David Peace. L'opera è un ritratto del celebre allenatore Brian Clough, ex calciatore di Middlesbrough e Sunderland, al quale nel 1974 viene offerta la possibilità di sostituire Don Revie sulla panchina della squadra che detesta da sempre, il Leeds United. Clough si trova ad allenare suo malgrado una squadra di calciatori viziati e arroganti, competitivi fino al limite della scorrettezza. Spinto dal suo orgoglio, allenerà l'odiato Leeds per 44 giorni cercando di modificare lo stile e l'approccio calcistico della squadra.
Nel 2009 è stato realizzato un film omonimo, Il maledetto United, diretto da Tom Hooper ed interpretato da Michael Sheen nei panni di Clough. Il film è uscito nei cinema inglesi nel marzo 2009.
Il Leeds United è stato al centro del docu-reality Take Us Home: Leeds United, prodotto da Eleven Sports e The City Talking e distribuito da Amazon Prime Video nel 2019. Il docu-reality segue i fatti accaduti al Leeds United durante la stagione 2018-2019 di Football League Championship, che ha visto il club perdere la semifinale dei play-off per la promozione in Premier League.
Infine, il Leeds United era compreso nell'assortimento del gioco da tavolo Subbuteo.

## Allenatori
- 1919-1920  Dick Ray
- 1920-1927  Arthur Fairclough
- 1927-1935  Dick Ray
- 1935-1947  Billy Hampson
- 1947-1948  Willis Edwards
- 1948-1953  Frank Buckley
- 1953-1958  Raich Carter
- 1958  Willis Edwards
- 1958-1959  Bill Lambton
- 1959-1961  Jack Taylor
- 1961-1974  Don Revie
- 1974  Brian Clough
- 1974-1978  Jimmy Armfield
- 1978  Jock Stein
- 1978-1980  Jimmy Adamson
- 1980  David Merrington
- 1980-1982  Allan Clarke
- 1982-1985  Eddie Gray
- 1985  Peter Gunby
- 1985-1988  Billy Bremner
- 1988  Peter Gunby
- 1988-1996  Howard Wilkinson
- 1996-1998  George Graham
- 1998-2002  David O'Leary
- 2002-2003  Terry Venables
- 2003  Peter Reid
- 2003-2004  Eddie Gray
- 2004-2006  Kevin Blackwell
- 2006  John Carver
- 2006  David Geddis
- 2006-2008  Dennis Wise
- 2008  Gwyn Williams
- 2008  Gary McAllister
- 2008-2012  Simon Grayson
- 2012  Neil Redfearn
- 2012-2013  Neil Warnock
- 2013  Neil Redfearn
- 2013-2014  Brian McDermott
- 2014  Dave Hockaday
- 2014  Neil Redfearn
- 2014  Darko Milanič
- 2014-2015  Neil Redfearn
- 2015  Uwe Rösler
- 2015-2016  Steve Evans
- 2016-2017  Garry Monk
- 2017-2018  Thomas Christiansen
- 2018  Paul Heckingbottom
- 2018-2021  Marcelo Bielsa
- 2021-2022  Marcelo Bielsa
 Jesse Marsch
- 2022-2023  Jesse Marsch
 Michael Skubala
 Javi Gracia
 Sam Allardyce
- 2023-  Daniel Farke

## Settore giovanile
Il settore giovanile del Leeds United ha sede nel centro sportivo di Thorp Arch, nella campagna del West Yorkshire. È considerato uno dei più validi d'Inghilterra, dato che le formazioni migliori nella storia del club erano formate in larga parte da giocatori cresciuti a Thorp Arch.

## Statistiche

### Partecipazione ai campionati
| Livello | Categoria       | Partecipazioni | Debutto   | Ultima stagione | Totale |
| ------- | --------------- | -------------- | --------- | --------------- | ------ |
| 1º      | First Division  | 37             | 1924-1925 | 1991-1992       | 52     |
| 1º      | Premier League  | 15             | 1992-1993 | 2022-2023       | 52     |
| 2º      | Second Division | 27             | 1920-1921 | 1989-1990       | 42     |
| 2º      | Championship    | 15             | 2004-2005 | 2024-2025       | 42     |
| 3º      | Second Division | 3              | 2007-2008 | 2009-2010       | 3      |

### Partecipazioni ai tornei internazionali
| Competizione           | Partecipazioni | Debutto   | Ultima stagione | Totale |
| ---------------------- | -------------- | --------- | --------------- | ------ |
| Coppa dei Campioni     | 2              | 1969-1970 | 1974-1975       | 4      |
| UEFA Champions League  | 2              | 1992-1993 | 2000-2001       | 4      |
| Coppa UEFA             | 8              | 1971-1972 | 2002-2003       | 8      |
| Coppa delle Coppe UEFA | 1              | 1972-1973 | 1972-1973       | 1      |
| Coppa delle Fiere      | 5              | 1965-1966 | 1970-1971       | 5      |

### Statistiche individuali
Dati aggiornati al 1° maggio 2025.
| Primato di presenze - 773 Jack Charlton (1952-1973) - 772 Billy Bremner (1959-1976) - 749 Paul Reaney (1962-1978) - 726 Norman Hunter (1962-1976) - 726 Paul Madeley (1963-1981) - 707 Peter Lorimer (1963-1979, 1983-1986) - 579 Eddie Gray (1965-1984) - 531 Gary Kelly (1991-2007) - 527 Johnny Giles (1963-1975) - 508 Gary Sprake (1961-1973) - 486 Trevor Cherry (1972-1982) - 474 Grenville Hair (1948-1964) - 472 Ernest Hart (1920-1936) - 447 David Harvey (1965-1980, 1982-1985) - 444 Willis Edwards (1925-1946) - 443 Jimmy Dunn (1947-1956) - 431 John Lukic (1978-1983, 1990-1996) - 407 Jack Milburn (1928-1939, 1939-1946) - 397 Frank Gray (1972-1979, 1981-1985) - 351 David Batty (1987-1993, 1998-2004) | Primato di reti - 241 Peter Lorimer (1963-1979, 1983-1986) - 157 John Charles (1948-1957, 1962) - 151 Allan Clarke (1969-1978) - 117 Tom Jennings (1925-1931) - 115 Billy Bremner (1959-1976) - 114 Johnny Giles (1963-1975) - 111 Mick Jones (1967-1975) - 110 Charlie Keetley (1927-1934) - 95 Jack Charlton (1952-1973) - 93 Russell Wainscoat (1925-1931) - 87 Luciano Becchio (2008-2013) - 85 Jermaine Beckford (2006-2010) - 82 Arthur Hydes (1930-1938) - 80 Lee Chapman (1990-1993, 1996) - 72 Mark Viduka (2000-2004) - 68 Eddie Gray (1966-1983) - 68 Albert Johanneson (1961-1970) - 67 Jim Storrie (1962-1967) - 66 Rod Wallace (1991-1998) - 65 Billy Furness (1928-1937) - 63 Harry Kewell (1996-2003) |

## Palmarès

### Competizioni nazionali
- Campionato inglese: 3

1968-1969, 1973-1974, 1991-1992
- Coppa d'Inghilterra: 1

1971-1972
- Coppa di Lega inglese: 1

1967-1968
- Charity Shield: 2

1969, 1992
- Campionato inglese di seconda divisione: 5

1923-1924, 1963-1964, 1989-1990, 2019-2020, 2024-2025

### Competizioni internazionali
- Coppa delle Fiere: 2  (record inglese)

1967-1968, 1970-1971

### Competizioni giovanili
- FA Youth Cup: 2

1992-1993, 1996-1997
- Torneo Internazionale Under-19 Bellinzona: 1

1980-1981

## Giocatori

### Giocatori celebri

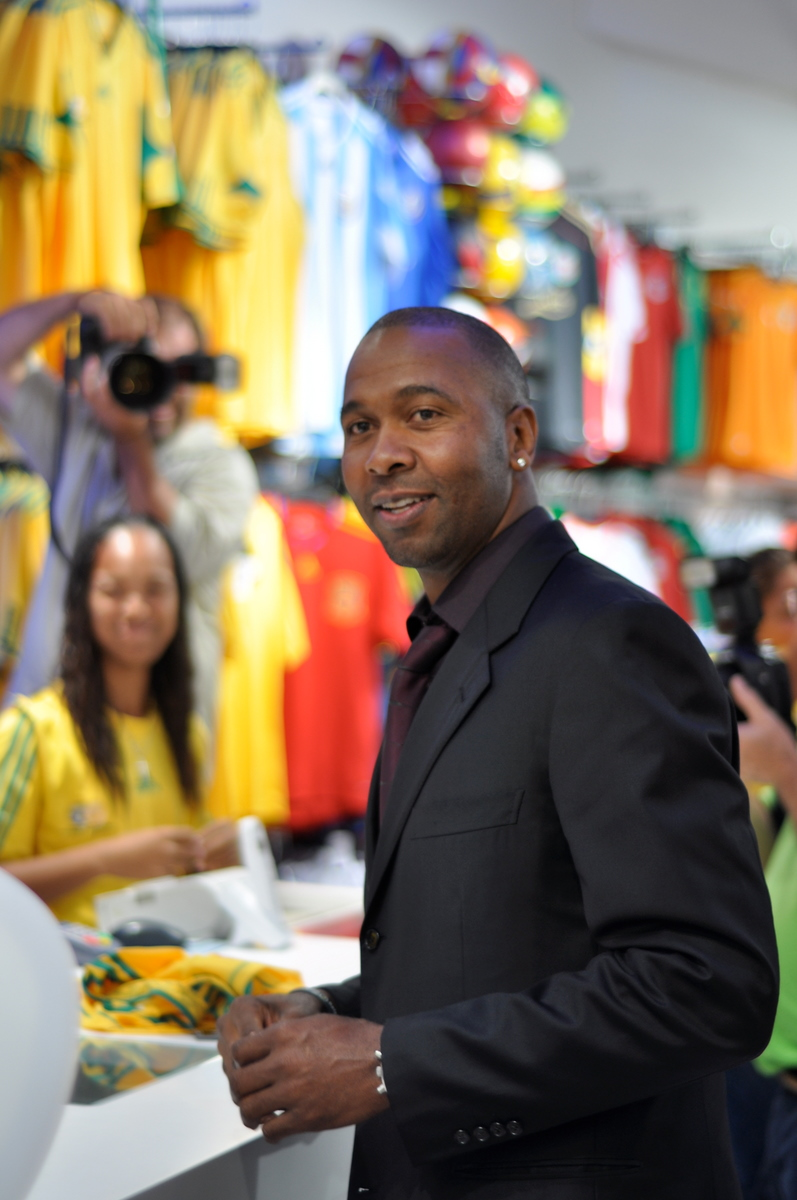
Lucas Radebe, capitano del Leeds dal 1998 al 2001

Di seguito la lista dei cento migliori giocatori del club stilata nel 2000 e pubblicata sul sito ufficiale della società.
| - 1. Billy Bremner - 2. John Charles - 3. Eddie Gray - 4. Bobby Collins - 5. Allan Clarke - 6. Jack Charlton - 7. Norman Hunter - 8. Paul Reaney - 9. Peter Lorimer - 10. Mick Jones - 11. Johnny Giles - 12. Paul Madeley - 13. Terry Cooper - 14. Gordon Strachan - 15. Nigel Martyn - 16. Lucas Radebe - 17. Albert Johanneson - 18. Tony Currie - 19. Grenville Hair - 20. Joe Jordan - 21. Mick Bates - 22. Gary McAllister - 23. Gary Speed - 24. Gary Kelly - 25. Jimmy Floyd Hasselbaink |  | - 26. Mark Viduka - 27. Lee Chapman - 28. Gary Sprake - 29. Duncan McKenzie - 30. Trevor Cherry - 31. Alan Smith - 32. David Harvey - 33. Tony Dorigo - 34. David Batty - 35. Éric Cantona - 36. Mel Sterland - 37. Tony Yeboah - 38. Jonathan Woodgate - 39. Lee Bowyer - 40. Mervyn Day - 41. Harry Kewell - 42. Rio Ferdinand - 43. Gordon McQueen - 44. Dominic Matteo - 45. Michael Bridges - 46. Ian Harte - 47. Don Revie - 48. Brian Greenhoff - 49. Chris Fairclough - 50. John Lukic |  | - 51. Frank Gray - 52. Imre Varadi - 53. Rod Wallace - 54. Paul Robinson - 55. Arthur Graham - 56. Andy Ritchie - 57. Robbie Keane - 58. Brian Flynn - 59. John Sheridan - 60. Vinnie Jones - 61. David Wetherall - 62. Tom Jennings - 63. Charlie Keetley - 64. Ian Snodin - 65. Kenny Burns - 66. Scott Sellars - 67. Brian Deane - 68. Carl Harris - 69. Noel Whelan - 70. John Hendrie - 71. Danny Mills - 72. Russell Wainscoat - 73. Carl Shutt - 74. Robbie Fowler - 75. Neil Aspin |  | - 76. Alex Sabella - 77. David "Rocky" Rocastle - 78. Ernie Hart - 79. Tommy Wright - 80. Jimmy Dunn - 81. Ian Baird - 82. Paul Hart - 83. Jack Milburn - 84. Terry Connor - 85. John McClelland - 86. Alf-Inge Haaland - 87. Chris Kamara - 88. Kevin Hird - 89. Chris Whyte - 90. Frank Worthington - 91. Mike O'Grady - 92. Willie Bell - 93. Brendan Ormsby - 94. Bobby Davison - 95. David Stewart - 96. Ray Hankin - 97. Peter Haddock - 98. Eric Kerfoot - 99. Willis Edwards - 100. Tomas Brolin |

### Vincitori di titoli
Campioni del mondo
- Jack Charlton (Inghilterra 1966)
- Norman Hunter (Inghilterra 1966)

Vincitori della UEFA Nations League
- Rodrigo (2023)

## Tifoseria

### Rivalità
Il Leeds United ha delle rivalità con diversi club, tra cui Manchester United, Nottingham Forest, Chelsea, Bradford City e Millwall. Una rivalità con il club turco del Galatasaray è nata dopo che due tifosi del Leeds sono stati assassinati dai sostenitori del Galatasaray prima di una gara di Coppa UEFA nel mese di aprile del 2000. Tra l'altro, quando l'ex giocatore del Leeds Harry Kewell si trasferì al Galatasaray nel 2008 ha causato scalpore tra i sostenitori del Leeds.

## Organico

### Rosa 2025-2026
Rosa e numerazione aggiornata al 20 agosto 2025.
| N. |                        | Ruolo | Calciatore            |
| -- | ---------------------- | ----- | --------------------- |
| 1  | Brasile (bandiera)     | P     | Lucas Perri           |
| 2  | Inghilterra (bandiera) | D     | Jayden Bogle          |
| 3  | Svezia (bandiera)      | D     | Gabriel Gudmundsson   |
| 4  | Galles (bandiera)      | C     | Ethan Ampadu          |
| 5  | Paesi Bassi (bandiera) | D     | Pascal Struijk        |
| 6  | Galles (bandiera)      | D     | Joe Rodon             |
| 7  | Galles (bandiera)      | A     | Daniel James          |
| 8  | Inghilterra (bandiera) | C     | Sean Longstaff        |
| 9  | Inghilterra (bandiera) | A     | Dominic Calvert-Lewin |
| 10 | Paesi Bassi (bandiera) | A     | Joël Piroe            |
| 11 | Stati Uniti (bandiera) | A     | Brenden Aaronson      |
| 14 | Germania (bandiera)    | A     | Lukas Nmecha          |
| 15 | Slovenia (bandiera)    | D     | Jaka Bijol            |
| 17 | Belgio (bandiera)      | C     | Largie Ramazani       |

| N. |                        | Ruolo | Calciatore         |
| -- | ---------------------- | ----- | ------------------ |
| 18 | Germania (bandiera)    | C     | Anton Stach        |
| 21 | Inghilterra (bandiera) | P     | Alex Cairns        |
| 22 | Giappone (bandiera)    | C     | Ao Tanaka          |
| 23 | Belgio (bandiera)      | D     | Sebastiaan Bornauw |
| 25 | Inghilterra (bandiera) | D     | Sam Byram          |
| 26 | Galles (bandiera)      | P     | Karl Darlow        |
| 29 | Italia (bandiera)      | A     | Wilfried Gnonto    |
| 33 | Svizzera (bandiera)    | D     | Isaac Schmidt      |
| 38 | Inghilterra (bandiera) | A     | Jack Harrison      |
| 39 | Austria (bandiera)     | D     | Maximilian Wöber   |
| 44 | Bulgaria (bandiera)    | C     | Ilija Gruev        |
|    | Inghilterra (bandiera) | A     | Patrick Bamford    |
|    | Francia (bandiera)     | P     | Illan Meslier      |
|    | Svizzera (bandiera)    | A     | Noah Okafor        |

### Staff tecnico
- Allenatore -  Daniel Farke
- Vice-Allenatore -  Christopher John
- Collaboratore tecnico -  Cameron Toshack
- Collaboratore tecnico -  Mark Jackson
- Collaboratore tecnico -  Diego Reyes
- Preparatore dei portieri -  Marcos Abad
- Ass. Preparatore dei portieri -  Alessandro Barcherini
- Preparatore atletico -  Edmund Riemer
- Responsabile medico -  Rob Price
- Fisioterapista -  Henry McStay
- Medico Sociale -  Rishi Dhand
- Aiuto Fisioterapista -  Daryl Carter
- Aiuto Fisioterapista -  William Atton
- Aiuto Fisioterapista -  William Franklin
- Direttore Sportivo -  Victor Orta
- Capo Scout -  Dani Salas
- Capo Scout -  Craig Dean
- Ambasciatore del club -  Eddie Gray
- Gestore prestiti -  Andrew Taylor